# Colégio Salesiano Dom Bosco (Santa Rosa)
O Colégio Salesiano Dom Bosco é uma instituição de ensino básico localizada em Santa Rosa, Rio Grande do Sul. É uma escola pertencente a Congregação Salesiana e faz parte da Rede Salesiana Brasil de Escolas.

## História
A Congregação Salesiana chegou a Santa Rosa no ano de 1959, iniciando a obra salesiana na Paróquia Sagrado Coração de Jesus. Em 24 de maio de 1960, se iniciaram as atividades do Ginásio Salesiano Dom Bosco, que então funcionava junto ao Colégio Santa Rosa de Lima, pertencente às Reverendas Irmãs Franciscanas.
A década de 1960 ficou marcada pela construção da infraestrutura no local atual e pelo início das atividades do então denominado Segundo Grau passando a se chamar Colégio Salesiano Dom Bosco. Em 1969, já haviam estudantes femininas, tornando-se um colégio misto.
Ainda em 1969, foi fundada, junto ao Colégio, a Faculdade de Educação, depois denominada Faculdade de Filosofia, Ciências e Letras Dom Bosco. Isto motivou nova mudança de denominação, passando a se chamar Instituto Educacional Dom Bosco, como entidade mantenedora de toda a obra educativa, ficando o Colégio Salesiano Dom Bosco a entidade mantida pelo Instituto.
O Instituto Educacional Dom Bosco é fisicamente constituído por seis grandes blocos: um, onde se localiza a escola propriamente dita, uma ala para serviços de administração e serviços religiosos, um grande e bem aparelhado ginásio de esportes, uma piscina semiolímpica (desativado), uma ala para a educação infantil e um prédio amplo para ministrar cursos gratuitos de pré-profissionalização, perfazendo uma área construída de 10.587 metros quadrados, ocupando um imóvel de 49.966 metros quadrados.

## Atualidade

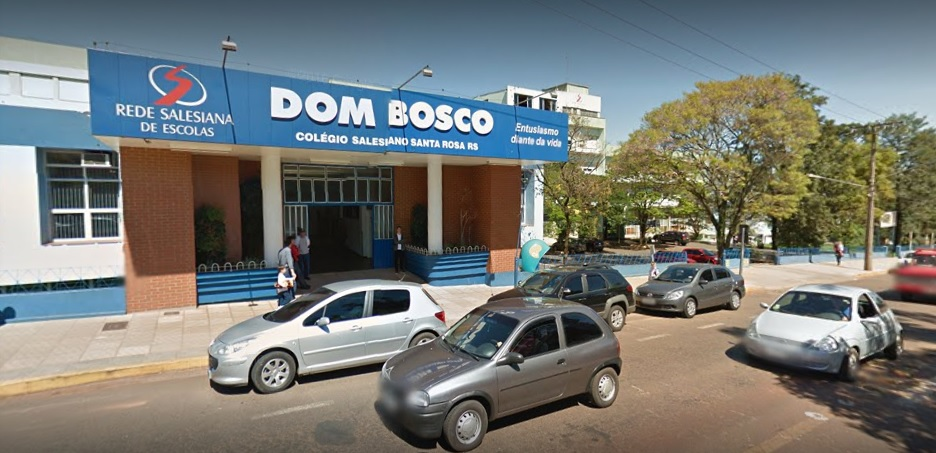
Fachada do Colégio

O colégio conta atualmente com 438 estudantes nos ensinos infantil, fundamental e médio. Conta com uma infraestrutura composta por ginásio poliesportivo, laboratórios de ciências, biblioteca, capela, quadras, campos de futebol e pista de atletismo. Oferece atividades extracurriculares como prática de esportes, dança, por meio de projetos da AJS - Articulação da Juventude Salesiana e do Grêmio Estudantil.
No campo educacional, a escola têm ano a ano apresentado bons resultados no Exame Nacional do Ensino Médio (ENEM).